# Liste der Baudenkmale in Evessen
In der Liste der Baudenkmale in Evessen sind die Baudenkmale der niedersächsischen Gemeinde Evessen und ihrer Ortsteile aufgelistet. Der Stand der Liste ist der 6. Februar 2021. Die Quelle der Baudenkmale ist der Denkmalatlas Niedersachsen.

## Allgemein
In den Spalten befinden sich folgende Informationen:
- Lage: die Adresse des Baudenkmales und die geographischen Koordinaten. Kartenansicht, um Koordinaten zu setzen. In der Kartenansicht sind Baudenkmale ohne Koordinaten mit einem roten Marker dargestellt und können in der Karte gesetzt werden. Baudenkmale ohne Bild sind mit einem blauen Marker gekennzeichnet, Baudenkmale mit Bild mit einem grünen Marker.
- Bezeichnung: Bezeichnung des Baudenkmales
- Beschreibung: die Beschreibung des Baudenkmales. Unter § 3 Abs. 2 NDSchG werden Einzeldenkmale und unter § 3 Abs. 3 NDSchG Gruppen baulicher Anlagen und deren Bestandteile ausgewiesen.
- ID: die Objekt-ID des Baudenkmales
- Bild: ein Bild des Baudenkmales, ggf. zusätzlich mit einem Link zu weiteren Fotos des Baudenkmals im Medienarchiv Wikimedia Commons. Wenn man auf das Kamerasymbol klickt, können Fotos zu Baudenkmalen aus dieser Liste hochgeladen werden:

## Evessen

### Gruppe: Kirchhof Evessen
Die Gruppe „Kirchhof Evessen“ hat die ID 33966902.

| Lage                                      | Bezeichnung | Beschreibung | ID       | Bild |
| ----------------------------------------- | ----------- | ------------ | -------- | ---- |
| Dorfstraße 2 52° 11′ 17″ N, 10° 42′ 26″ O | Kirche      |              | 3409031  |      |
| Dorfstraße 2 52° 11′ 16″ N, 10° 42′ 26″ O | Kirchhof    |              | 34090338 | BW   |

### Gruppe: Schöppenstedter Straße 3
Die Gruppe „Schöppenstedter Straße 3“ hat die ID 33966919.

| Lage                                                  | Bezeichnung        | Beschreibung | ID       | Bild |
| ----------------------------------------------------- | ------------------ | ------------ | -------- | ---- |
| Schöppenstedter Straße 3 52° 11′ 26″ N, 10° 42′ 20″ O | Wohnhaus           |              | 34090506 | BW   |
| Schöppenstedter Straße 3 52° 11′ 23″ N, 10° 42′ 19″ O | Wirtschaftsgebäude |              | 34090554 | BW   |
| Schöppenstedter Straße 3 52° 11′ 26″ N, 10° 42′ 19″ O | Wirtschaftsgebäude |              | 34090530 | BW   |

### Gruppe: Schöppenstedter Straße 11
Die Gruppe „Schöppenstedter Straße 11“ hat die ID 33966868.

| Lage                                                   | Bezeichnung        | Beschreibung | ID       | Bild |
| ------------------------------------------------------ | ------------------ | ------------ | -------- | ---- |
| Schöppenstedter Straße 11 52° 11′ 20″ N, 10° 42′ 23″ O | Wohnhaus           |              | 34090578 | BW   |
| Schöppenstedter Straße 11 52° 11′ 20″ N, 10° 42′ 22″ O | Wirtschaftsgebäude |              | 34090602 | BW   |

### Gruppe: Pfarrhof Evessen
Die Gruppe „Pfarrhof Evessen“ hat die ID 33966936.

| Lage                                         | Bezeichnung  | Beschreibung    | ID       | Bild |
| -------------------------------------------- | ------------ | --------------- | -------- | ---- |
| Pastorentwete 2 52° 11′ 21″ N, 10° 42′ 28″ O | Scheune      |                 | 34090460 | BW   |
| Pastorentwete 2 52° 11′ 22″ N, 10° 42′ 27″ O | Nebengebäude |                 | 34090484 | BW   |
| Pastorentwete 2 52° 11′ 22″ N, 10° 42′ 28″ O | Wohnhaus     | ehem. Pfarrhaus | 34090435 | BW   |

### Gruppe: Hofanlage Papenberg 1
Die Gruppe „Hofanlage Papenberg 1“ hat die ID 41936357.

| Lage                                     | Bezeichnung | Beschreibung | ID       | Bild |
| ---------------------------------------- | ----------- | ------------ | -------- | ---- |
| Papenberg 1 52° 11′ 21″ N, 10° 42′ 36″ O | Wohnhaus    |              | 41936436 | BW   |
| Papenberg 1 52° 11′ 21″ N, 10° 42′ 37″ O | Stall       |              | 41936393 | BW   |
| Papenberg 1 52° 11′ 20″ N, 10° 42′ 36″ O | Scheune     |              | 41936416 | BW   |

### Einzelbaudenkmale
| Lage                                      | Bezeichnung         | Beschreibung | ID       | Bild |
| ----------------------------------------- | ------------------- | ------------ | -------- | ---- |
| Am Tumulus 52° 11′ 18″ N, 10° 42′ 19″ O   | Feuerwehrgerätehaus |              | 34090290 | BW   |
| Dorfstraße 6 52° 11′ 17″ N, 10° 42′ 29″ O | Scheune             |              | 34090360 | BW   |
| Papenberg 2 52° 11′ 19″ N, 10° 42′ 33″ O  | Stallgebäude        |              | 34090385 | BW   |
| Papenberg 5 52° 11′ 17″ N, 10° 42′ 37″ O  | Scheune             |              | 34090410 | BW   |

## Gilzum

### Gruppe: Kirchhof Gilzum
Die Gruppe „Kirchhof Gilzum“ hat die ID 33966969.

| Lage                                      | Bezeichnung | Beschreibung | ID       | Bild |
| ----------------------------------------- | ----------- | ------------ | -------- | ---- |
| Kirchstraße 8 52° 10′ 58″ N, 10° 42′ 2″ O | Kirche      |              | 34090762 |      |
| Kirchstraße 8 52° 10′ 58″ N, 10° 42′ 1″ O | Kirchhof    |              | 34090786 | BW   |

### Gruppe: Hofanlage Kirchstraße 6
Die Gruppe „MHofanlage Kirchstraße 6“ hat die ID 33966986.

| Lage                                       | Bezeichnung    | Beschreibung | ID       | Bild |
| ------------------------------------------ | -------------- | ------------ | -------- | ---- |
| Kirchstraße 6 52° 10′ 59″ N, 10° 41′ 55″ O | Wohnhaus       |              | 34090645 | BW   |
| Kirchstraße 6 52° 10′ 58″ N, 10° 41′ 54″ O | Hofpflasterung |              | 34090741 | BW   |
| Kirchstraße 6 52° 10′ 58″ N, 10° 41′ 56″ O | Stall          |              | 34090695 | BW   |
| Kirchstraße 6 52° 10′ 58″ N, 10° 41′ 54″ O | Nebengebäude   |              | 34090719 | BW   |
| Kirchstraße 6 52° 10′ 58″ N, 10° 41′ 53″ O | Stall          |              | 34090671 | BW   |

### Einzelbaudenkmale
| Lage                                      | Bezeichnung | Beschreibung | ID       | Bild |
| ----------------------------------------- | ----------- | ------------ | -------- | ---- |
| Kirchstraße 12 52° 11′ 2″ N, 10° 42′ 1″ O | Wohnhaus    |              | 34090808 | BW   |

## Hachum

### Gruppe: Kirchhof Hachum
Die Gruppe „Kirchhof Hachum“ hat die ID 33967003.

| Lage                                         | Bezeichnung | Beschreibung | ID       | Bild |
| -------------------------------------------- | ----------- | ------------ | -------- | ---- |
| An der Kirche 3 52° 11′ 11″ N, 10° 41′ 17″ O | Kirche      |              | 34090832 |      |
| An der Kirche 3 52° 11′ 11″ N, 10° 41′ 17″ O | Kirchhof    |              | 34090857 | BW   |

### Einzelbaudenkmale
| Lage                                         | Bezeichnung | Beschreibung | ID       | Bild |
| -------------------------------------------- | ----------- | ------------ | -------- | ---- |
| An der Kirche 4 52° 11′ 10″ N, 10° 41′ 16″ O | Speicher    |              | 34090881 | BW   |